# Kauldi Odriozola
Kauldi Odriozola Yeregui (Zumaya, 7 de enero de 1997) es un jugador de balonmano español que juega de extremo derecho en el HBC Nantes de la LNH. Es internacional con la selección de balonmano de España con la que debutó en junio de 2017 contra la selección de balonmano de Finlandia en un partido de clasificación para el Campeonato Europeo de Balonmano Masculino de 2018.
Con la selección junior ganó la medalla de oro en el Campeonato Mundial de Balonmano Masculino Junior de 2017 y la medalla de oro en el Campeonato Europeo de Balonmano Masculino Junior de 2016.

## Carrera deportiva
Formado en el club local de Zumaya, el Pulpo KE, en 2016 le llega su primera oportunidad para debutar como profesional en la Liga Asobal con el Bidasoa Irún.
Durante la temporada 2016-17 fue una pieza clave para el Bidasoa Irún con el que jugó 26 partidos y marcó 105 goles, obteniendo el premio al mejor debutante de la Liga Asobal y posteriormente fue convocado para defender la camiseta de la Selección de balonmano de España absoluta en junio de 2017.
Con la selección española junior había logrado ya la medalla de oro en el Campeonato Europeo de Balonmano Masculino Junior de 2016 y en verano de 2017 logró la medalla de oro en el Campeonato Mundial de Balonmano Masculino Junior de 2017.
En su último partido con el Bidasoa Irún consiguió los premios de MVP y máximo goleador de la Copa Asobal 2022. Para la temporada 2022/23 ficha por el HBC Nantes.

## Clubes
- Bidasoa Irún (2016-2022)
- HBC Nantes (2022- )[8]

## Palmarés

### Selección nacional
| Juegos Olímpicos     | Juegos Olímpicos     | Juegos Olímpicos  | Juegos Olímpicos |
| Año                  | Lugar                | Medalla           |                  |
| -------------------- | -------------------- | ----------------- | ---------------- |
| 2024                 | París                | Medalla de bronce |                  |
| Campeonato Mundial   |                      |                   |                  |
| Año                  | Lugar                | Medalla           |                  |
| 2023                 | Polonia y Suecia     | Medalla de bronce |                  |
| Campeonato Europeo   |                      |                   |                  |
| Año                  | Lugar                | Medalla           |                  |
| 2022                 | Hungría y Eslovaquia | Medalla de plata  |                  |
| Juegos Mediterráneos |                      |                   |                  |
| Año                  | Lugar                | Medalla           |                  |
| 2018                 | Tarragona            | Medalla de bronce |                  |
| 2022                 | Orán                 | Medalla de oro    |                  |

### HBC Nantes
- Trofeo de Campeones (2): 2022, 2024
- Copa de Francia de balonmano (2): 2023, 2024